# Haras national de Sidi Thabet
Le haras national de Sidi Thabet est un haras national tunisien, situé à Sidi Thabet, et spécialisé dans l'élevage du Pur-sang arabe. Il est géré par la  Fondation nationale d'amélioration de la race chevaline (FNARC).